# Hôtel de Sorans
L'hôtel de Sorans, ex hôtel Casenat, est un hôtel particulier situé à Besançon dans le département français du Doubs en région Bourgogne-Franche-Comté.
Les façades et toitures, l'escalier principal, l'escalier du deuxième corps de communs, l'écurie voûtée, la cheminée à hotte du rez-de-chaussée du corps de logis sur rue font l’objet d’une inscription au titre des monuments historiques depuis le 20 avril 1994.

## Localisation
L'édifice est situé au 52 rue Ernest Renan dans le secteur de La Boucle de Besançon. Il existe un autre hôtel baptisé de Sorans, au 91 de la Grande Rue à Besançon, il s'agit de l'ancien hôtel de Preigney.

## Histoire
En 1737, l'hôtel est construit par l'architecte Jean-Pierre Galezot pour Antoine-François de Rosières, marquis de Sorans, sur l'emplacement de l'ancien hôtel Casenat,.

## Architecture et décorations
L'hôtel est constitué de trois corps de bâtiments parallèles et de deux cours. Le logis sur rue, à deux étages carrés, avec passage cocher en position latérale, est bâti sur un sous-sol voûté en berceau.
Les communs, au fond de la première cour, comprennent un rez-de-chaussée avec une écurie et deux remises ainsi que des logements à l'étage et dans le comble. Un couloir donnait accès à une courette avec un corps de bâtiment regroupant une grange, un grenier et un logement.
Le logis principal et les communs sont desservis par un escalier en maçonnerie et un autre en charpente, tous deux situés dans l'aile droite.
Dans la dernière dépendance, subsiste un escalier en charpente à retours sans jour avec une rampe en ferronnerie. L'édifice est en moellon et la façade sur rue en pierre de taille.
Le jardin  était situé de l'autre côté de la rue..
Des bas-reliefs sont présents sous chaque fenêtre donnant sur la rue. Le portail d'entrée donnant sur la rue est richement sculpté.